# Rörträsket (Norsjö socken, Västerbotten, 723309-167944)
Rörträsket är en sjö i Norsjö kommun i Västerbotten och ingår i Skellefteälvens huvudavrinningsområde. Sjön har en area på 0,861 kvadratkilometer och ligger 296,9 meter över havet. Sjön avvattnas av vattendraget Rörträskbäcken.

## Delavrinningsområde
Rörträsket ingår i det delavrinningsområde (723358-167835) som SMHI kallar för Mynnar i Petikån. Medelhöjden är 304 meter över havet och ytan är 3,87 kvadratkilometer. Det finns inga avrinningsområden uppströms utan avrinningsområdet är högsta punkten. Rörträskbäcken som avvattnar avrinningsområdet har biflödesordning 3, vilket innebär att vattnet flödar genom totalt 3 vattendrag innan det når havet efter 112 kilometer. Avrinningsområdet består mestadels av skog (72 procent). Avrinningsområdet har 0,87 kvadratkilometer vattenytor vilket ger det en sjöprocent på 22,4 procent.